# Alonso de Ercilla
Alonso de Ercilla y Zúñiga, född den 7 augusti 1533 i Madrid, död där den 29 november 1594, var en spansk författare.
Efter tjänstgöring vid hovet begav sig Ercilla 1555 till Chile och deltog med utmärkelse i striden mot araukanerna. Striden gav honom inspirationen till hans stora epos La araucana, av vilka 15 sånger utkom efter hans återkomst till Madrid 1569, och ytterligare 22 under åren fram till 1590. Andra verk av Ercilla kommer inte närheten av sångernas berömmelse. De första sångerna är ett epos med skildringar av folkseder, bataljer och av huvudpersonerna, även bland araukanerna. Ercillas diktverk utgör en viktig källa för kännedomen om de sydamerikanska förhållandena vid tiden för erövringen. De senare sångerna har ett mycket blandat innehåll och vittnar om Ercillas resor och har influerats av Torquato Tasso och Ludovico Ariosto. Hans stil är liksom innehållet mycket växlande. Bland utgåvor av hans epos märks en i Biblioteca de autores españoles, och en av José Toribio Medina i 5 band (1910-1918).

## Utmärkelser
Asteroiden 3114 Ercilla är uppkallad efter honom.